# マット・デビッドソン
マシュー・グレン・デビッドソン（Matthew Glen Davidson、1991年3月26日 - ）は、アメリカ合衆国カリフォルニア州サンバーナーディーノ郡ユカイパ出身のプロ野球選手（内野手、投手）。KBOリーグのNCダイノス所属。右投右打。

## 経歴

### プロ入りとダイヤモンドバックス時代
2009年のMLBドラフト追補（全体35位）でアリゾナ・ダイヤモンドバックスから指名され、6月15日に契約。この年は傘下のA-級ヤキマ・ベアーズでプロデビューし、72試合に出場して打率.241、2本塁打、28打点を記録した。
2010年はまずA級サウスベンド・シルバーホークスでプレーし、113試合に出場して打率.289、16本塁打、79打点を記録した。8月17日にA+級バイセイリア・ローハイドへ昇格。21試合に出場して打率.169、2本塁打、11打点を記録した。
2011年はA級バイセイリアでプレーし、135試合に出場して打率.277、20本塁打、106打点を記録した。
2012年はAA級モービル・ベイベアーズでプレーし、135試合に出場して打率.261、23本塁打、76打点、3盗塁を記録した。
2013年はAAA級リノ・エーシズで開幕を迎えた。108試合に出場して打率.348、16本塁打、68打点と結果を残し、7月にはフューチャーズゲームに選出された。8月11日にダイヤモンドバックスとメジャー契約を結んでアクティブ・ロースター入りすると、同日のニューヨーク・メッツ戦でメジャーデビュー。2回表から三塁の守備に就き、3打数1安打だった。12試合に出場したが、打率.179、2打点と期待外れの数字に終わり、8月26日にAAA級リノへ降格した。9月3日に再昇格し、15日のコロラド・ロッキーズ戦では、5回裏の第三打席にウィルトン・ロペスからメジャー初本塁打を放った。この年メジャーでは31試合に出場して打率.237、3本塁打、12打点を記録した。

### ホワイトソックス時代
2013年12月16日にアディソン・リードとのトレードで、シカゴ・ホワイトソックスへ移籍した。
2014年3月1日にホワイトソックスと1年契約に合意した。3月23日に傘下のAAA級シャーロット・ナイツへ配属され、そのまま開幕を迎えた。この年はメジャー出場の機会はなかった。
2015年はAAA級シャーロットで141試合に出場し、23本塁打、74打点を記録したが、打率は.203と最後まで上がらず、2年続けてメジャーでの出場機会はなかった。
2016年は3年ぶりにメジャーの試合に出場し（1試合のみ）、2打数で1安打1打点を記録した。なお、試合出場は指名打者としてだった。マイナーではAAA級シャーロットで75試合に出場し、打率.268、10本塁打、46打点という成績を記録した。守備では66試合で守った三塁手で8失策、守備率.961を記録したほか、一塁手でも6試合で守った。
2017年は開幕からメジャーに定着し、6月13日のボルチモア・オリオールズ戦ではメジャー初の満塁本塁打を放つなど、前半戦だけで18本塁打を放った。後半戦は打率.185、8本塁打と失速したが、最終的に118試合に出場し、打率.220、26本塁打、68打点という成績を残した。
2018年は126試合に出場して、打率.228、20本塁打、62打点という成績だった。また、大谷翔平と並んで「3登板15本塁打」を達成した。オフの11月30日にノンテンダーFAとなった。

### レンジャーズ傘下時代
2019年2月1日にテキサス・レンジャーズとマイナー契約を結び、スプリングトレーニングに招待選手として参加することになった。また、投手での登板機会も与えられると報じられた。マイナーではAAA級ナッシュビル・サウンズでプレーし、124試合に出場して打率.264、33本塁打、101打点を記録した。また、投手としても登板し、1登板、1イニング、被安打2、防御率0.00を記録した。オフの11月4日にFAとなった。

### レッズ時代
2020年1月2日にシンシナティ・レッズとマイナー契約を結び、10日に傘下のAA級チャタヌーガ・ルックアウツへ配属された。7月24日にメジャー契約を結んで40人枠入りした。8月7日のクリーブランド・インディアンス戦ではシーズン初となる投手としての出場を8回裏に果たした。結果はマイク・フリーマンから見逃し三振を奪うなど1回無失点。9月8日にDFAとなり、11日にマイナー契約となった。9月30日にメジャー契約を結び、ポストシーズンのロースターに名を連ねた。10月14日にマイナー契約となり、16日にFAとなった。

### ドジャース傘下時代
2021年2月にロサンゼルス・ドジャースとマイナー契約を結び、スプリングトレーニングに招待選手として参加することになった。シーズンでは傘下のAAA級オクラホマシティ・ドジャースでプレーし、84試合に出場して打率.294、28本塁打、81打点を記録した（出場は野手としてのみ）。オフの11月7日にFAとなった。

### ダイヤモンドバックス復帰
2021年11月22日に古巣のダイヤモンドバックスとマイナー契約を結んだ。
2022年は開幕をAAA級リノで迎えた。4月21日にメジャー契約を結んでアクティブ・ロースター入りした。5月2日にDFAとなり、6日にマイナー契約でAAA級リノへ配属の後、9日にFAとなった。

### アスレチックス時代
2022年5月9日にオークランド・アスレチックスとマイナー契約を結んだ。加入後は傘下のAAA級ラスベガス・アビエイターズへ配属された。6月7日にメジャー契約を結んでアクティブ・ロースター入りした。6月21日にDFAとなり、翌22日にマイナー契約でAAA級ラスベガスへ配属された。その後、10月6日にFAとなった。この年はメジャーでの出場機会は限られたが、AAA級では2球団合計で32本塁打を記録している。

### 広島時代
2022年11月17日に広島東洋カープとの契約が合意に達したことが発表された。契約金は35万ドル（約4900万円）、年俸55万ドル（約7700万円）プラス出来高払い。背番号は95。2020年にレッズでチームメイトであった秋山翔吾と再びチームメイトとなった。
2023年は112試合に出場してチームトップの19本塁打、チーム2位タイの44打点を記録したが、打率.210と低迷し、得点圏打率も.136と確実性に乏しく、終盤戦の9月には打率.121、1本塁打と不振に陥った。一方で、本塁打19本中9本を読売ジャイアンツ戦で記録する相性の良さを発揮した。シーズン終了後の11月17日に再契約を結ばないことが発表された。

### NC時代
2024年1月11日、韓国プロ野球のNCダイノスへの入団が発表された。1年目から131試合に出場して、打率.306・46本塁打・119打点と好成績を記録し、自身初の本塁打王に輝いた。

## プレースタイル

### 打撃
確実性は低いものの、豪快なスイングから放たれる長打が魅力である。欠点は三振が多く、四球を選ばないため出塁率が低いこと。

### 投球
最速92mph・平均90mphの速球、71mphのカーブ、80mphのチェンジアップを使用する。

## 詳細情報

### 年度別打撃成績
| 年 度    | 球 団    | 試 合 | 打 席 | 打 数 | 得 点 | 安 打 | 二 塁 打 | 三 塁 打 | 本 塁 打 | 塁 打 | 打 点 | 盗 塁 | 盗 塁 死 | 犠 打 | 犠 飛 | 四 球 | 敬 遠 | 死 球 | 三 振 | 併 殺 打 | 打 率 | 出 塁 率 | 長 打 率 | O P S |
| -------- | -------- | ----- | ----- | ----- | ----- | ----- | -------- | -------- | -------- | ----- | ----- | ----- | -------- | ----- | ----- | ----- | ----- | ----- | ----- | -------- | ----- | -------- | -------- | ----- |
| 2013     | ARI      | 31    | 87    | 76    | 8     | 18    | 6        | 0        | 3        | 33    | 12    | 0     | 1        | 0     | 0     | 10    | 1     | 1     | 24    | 1        | .237  | .333     | .434     | .768  |
| 2016     | CWS      | 1     | 2     | 2     | 1     | 1     | 0        | 0        | 0        | 1     | 1     | 0     | 0        | 0     | 0     | 0     | 0     | 0     | 1     | 0        | .500  | .500     | .500     | 1.000 |
| 2017     | CWS      | 118   | 443   | 414   | 43    | 91    | 16       | 1        | 26       | 187   | 68    | 0     | 1        | 0     | 5     | 19    | 0     | 5     | 165   | 12       | .220  | .260     | .452     | .711  |
| 2018     | CWS      | 123   | 496   | 434   | 51    | 99    | 23       | 0        | 20       | 182   | 62    | 0     | 0        | 0     | 3     | 52    | 0     | 7     | 165   | 8        | .228  | .319     | .419     | .738  |
| 2020     | CIN      | 20    | 47    | 43    | 3     | 7     | 1        | 0        | 3        | 17    | 11    | 0     | 0        | 0     | 0     | 4     | 0     | 0     | 13    | 2        | .163  | .234     | .395     | .629  |
| 2022     | ARI      | 5     | 13    | 10    | 1     | 1     | 0        | 0        | 1        | 4     | 1     | 0     | 0        | 0     | 0     | 3     | 0     | 0     | 3     | 0        | .100  | .308     | .400     | .708  |
| 2022     | OAK      | 8     | 24    | 24    | 2     | 4     | 0        | 0        | 1        | 7     | 2     | 0     | 1        | 0     | 0     | 0     | 0     | 0     | 10    | 0        | .167  | .167     | .292     | .459  |
| '22計    | OAK      | 13    | 37    | 34    | 3     | 5     | 0        | 0        | 2        | 11    | 3     | 0     | 1        | 0     | 0     | 3     | 0     | 0     | 13    | 0        | .147  | .216     | .324     | .540  |
| 2023     | 広島     | 112   | 381   | 348   | 34    | 73    | 16       | 1        | 19       | 148   | 44    | 0     | 1        | 0     | 2     | 22    | 1     | 9     | 120   | 11       | .210  | .273     | .425     | .698  |
| 2024     | NC       | 131   | 567   | 504   | 90    | 154   | 25       | 1        | 46       | 319   | 119   | 0     | 1        | 0     | 7     | 39    | 5     | 17    | 142   | 12       | .306  | .370     | .633     | 1.003 |
| MLB：6年 | MLB：6年 | 311   | 1112  | 1003  | 109   | 221   | 46       | 1        | 54       | 431   | 157   | 0     | 3        | 0     | 8     | 88    | 1     | 13    | 381   | 23       | .220  | .290     | .430     | .720  |
| NPB：1年 | NPB：1年 | 112   | 381   | 348   | 34    | 73    | 16       | 1        | 19       | 148   | 44    | 0     | 1        | 0     | 2     | 22    | 1     | 9     | 120   | 11       | .210  | .273     | .425     | .698  |
| KBO：1年 | KBO：1年 | 131   | 567   | 504   | 90    | 154   | 25       | 1        | 46       | 319   | 119   | 0     | 1        | 0     | 7     | 39    | 5     | 17    | 142   | 12       | .306  | .370     | .633     | 1.003 |

※2024年度シーズン終了時。各年度の太字はリーグ最高。

### 年度別投手成績
| 年 度    | 球 団    | 登 板 | 先 発 | 完 投 | 完 封 | 無 四 球 | 勝 利 | 敗 戦 | セ 丨 ブ | ホ 丨 ル ド | 勝 率 | 打 者 | 投 球 回 | 被 安 打 | 被 本 塁 打 | 与 四 球 | 敬 遠 | 与 死 球 | 奪 三 振 | 暴 投 | ボ 丨 ク | 失 点 | 自 責 点 | 防 御 率 | W H I P |
| -------- | -------- | ----- | ----- | ----- | ----- | -------- | ----- | ----- | -------- | ----------- | ----- | ----- | -------- | -------- | ----------- | -------- | ----- | -------- | -------- | ----- | -------- | ----- | -------- | -------- | ------- |
| 2018     | CWS      | 3     | 0     | 0     | 0     | 0        | 0     | 0     | 0        | 0           | ----  | 11    | 3.0      | 1        | 0           | 1        | 0     | 0        | 2        | 0     | 0        | 0     | 0        | 0.00     | 0.67    |
| 2020     | CIN      | 3     | 0     | 0     | 0     | 0        | 0     | 0     | 0        | 0           | ----  | 15    | 3.1      | 4        | 1           | 2        | 0     | 0        | 1        | 0     | 0        | 2     | 2        | 5.40     | 1.80    |
| MLB：2年 | MLB：2年 | 6     | 0     | 0     | 0     | 0        | 0     | 0     | 0        | 0           | ----  | 26    | 6.1      | 5        | 1           | 3        | 0     | 0        | 3        | 0     | 0        | 2     | 2        | 2.84     | 1.26    |

### 年度別守備成績

#### 内野守備
| 年 度 | 球 団 | 一塁（1B） | 一塁（1B） | 一塁（1B） | 一塁（1B） | 一塁（1B） | 一塁（1B） | 三塁（3B） | 三塁（3B） | 三塁（3B） | 三塁（3B） | 三塁（3B） | 三塁（3B） |
| 年 度 | 球 団 | 試 合      | 刺 殺      | 補 殺      | 失 策      | 併 殺      | 守 備 率   | 試 合      | 刺 殺      | 補 殺      | 失 策      | 併 殺      | 守 備 率   |
| ----- | ----- | ---------- | ---------- | ---------- | ---------- | ---------- | ---------- | ---------- | ---------- | ---------- | ---------- | ---------- | ---------- |
| 2013  | ARI   | -          | -          | -          | -          | -          | -          | 20         | 10         | 28         | 1          | 3          | .974       |
| 2017  | CWS   | 19         | 140        | 7          | 4          | 11         | .974       | 34         | 14         | 49         | 3          | 7          | .955       |
| 2018  | CWS   | 45         | 335        | 13         | 2          | 23         | .994       | 14         | 15         | 22         | 2          | 5          | .949       |
| 2020  | CIN   | 2          | 10         | 1          | 0          | 2          | 1.000      | -          | -          | -          | -          | -          | -          |
| 2022  | ARI   | -          | -          | -          | -          | -          | -          | 3          | 2          | 1          | 0          | 0          | 1.000      |
| 2022  | OAK   | 1          | 6          | 0          | 0          | 1          | 1.000      | 6          | 3          | 8          | 2          | 1          | .846       |
| '22計 | OAK   | 1          | 6          | 0          | 0          | 1          | 1.000      | 9          | 5          | 9          | 2          | 1          | .875       |
| 2023  | 広島  | 25         | 112        | 7          | 0          | 6          | 1.000      | 89         | 51         | 108        | 11         | 11         | .935       |
| MLB   | MLB   | 67         | 491        | 21         | 6          | 37         | .988       | 77         | 44         | 108        | 8          | 16         | .950       |
| NPB   | NPB   | 25         | 112        | 7          | 0          | 6          | 1.000      | 89         | 51         | 108        | 11         | 11         | .935       |

#### 投手守備
| 年 度 | 球 団 | 投手（P） | 投手（P） | 投手（P） | 投手（P） | 投手（P） | 投手（P） |
| 年 度 | 球 団 | 試 合     | 刺 殺     | 補 殺     | 失 策     | 併 殺     | 守 備 率  |
| ----- | ----- | --------- | --------- | --------- | --------- | --------- | --------- |
| 2018  | CWS   | 3         | 2         | 1         | 0         | 0         | 1.000     |
| 2020  | CIN   | 3         | 0         | 0         | 0         | 0         | ----      |
| MLB   | MLB   | 6         | 2         | 1         | 0         | 0         | 1.000     |

### 表彰

#### MLB
- オールスター・フューチャーズゲーム MVP：1回（2013年）

### 記録

#### MLB
その他の記録
- オールスター・フューチャーズゲーム選出：1回（2013年）

#### NPB
初記録
- 初出場・初先発出場：2023年3月31日、対東京ヤクルトスワローズ1回戦（明治神宮野球場）「6番・三塁手」で先発出場
- 初打席：同上、2回表に小川泰弘から三邪飛
- 初安打・初本塁打・初打点：2023年4月2日、対東京ヤクルトスワローズ3回戦（明治神宮野球場）2回表に吉村貢司郎から左越ソロ

### 背番号
- 24（2013年、2017年 - 2018年、2024年）
- 22（2016年）
- 64（2020年）
- 14（2021年 - 2022年5月）
- 4（2022年6月7日 - 20日）
- 95（2023年）